# Solo (chanson de Blanka)
Pour les articles homonymes, voir Solo.
Singles de Blanka Stajkow
Better
(2021) Boys Like Toys
(2023)
Chansons représentant la Pologne au Concours Eurovision de la chanson
River
(2022) The Tower
(2024)
Solo est une chanson de la chanteuse et mannequin polonaise Blanka Stajkow, sortie le 23 septembre 2022. Elle représente la Pologne au Concours Eurovision de la chanson 2023 après avoir remporté l'émission de sélection nationale polonaise Tu bije serce Europy! Wybieramy hit na Eurowizję,. La chanson termine 19e avec 93 points. Elle atteint le numéro un en Lituanie et en Pologne, puis est certifiée disque de platine en Pologne pour des ventes estimées à 50 000 unités.
Selon Blanka, la chanson parle d'une relation unilatérale et une « imposture », où l'on perd « la tête pour quelqu'un » alors que l'autre personne dans la relation « joue [avec eux] ». La chanson représente sa conviction que « parfois ça vaut la peine d'être seul et ce n'est pas grave... nous pouvons mieux nous connaître et voir que l'autre personne n'est peut-être pas la meilleure pour nous. ».

## Concours Eurovision de la chanson

### Tu bije serce Europy! Wybieramy hit na Eurowizję

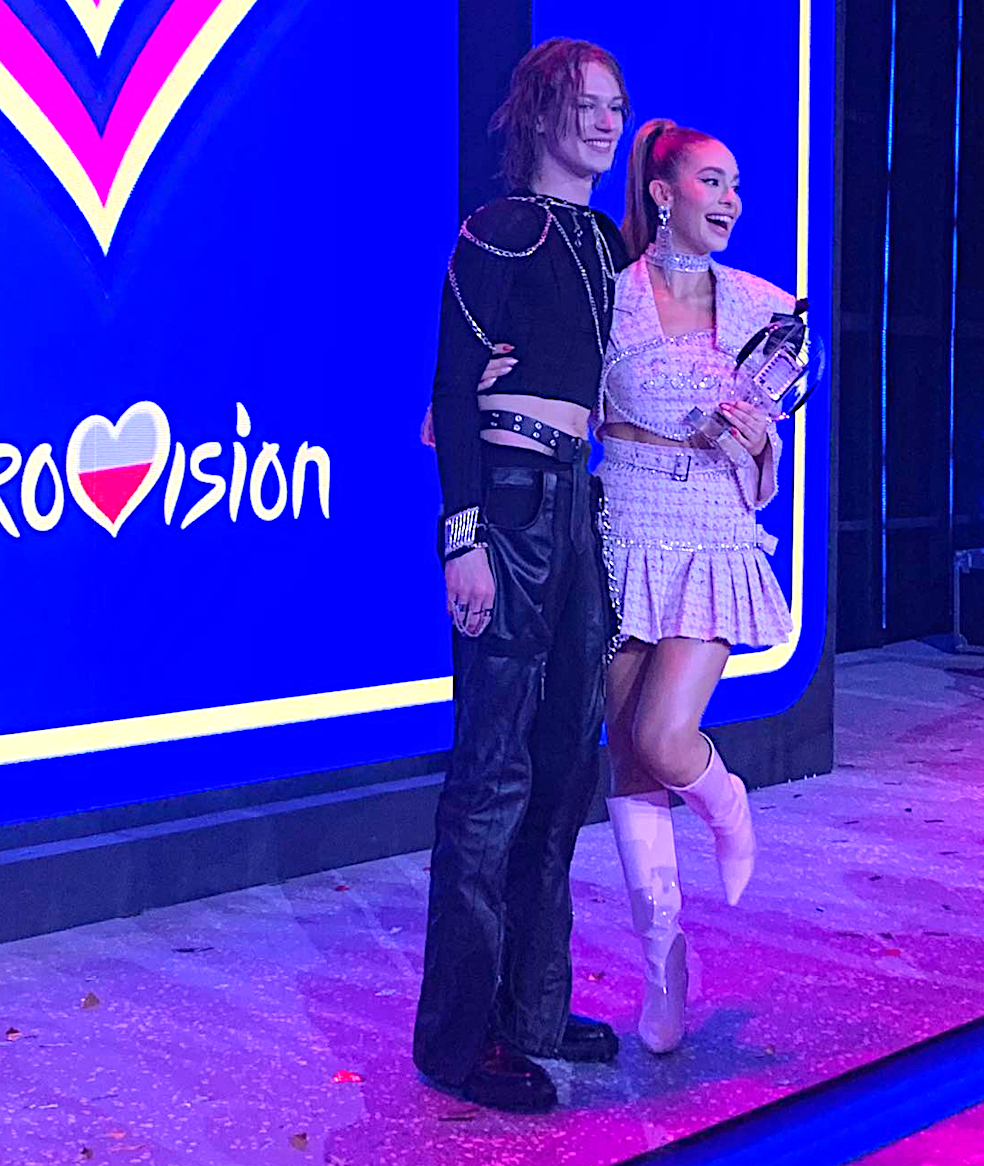
Les artistes polonais Jann et Blanka après la finale du programme "Tu bije serce Europy! Wybieramy hit na Eurowizję" en 2023.

Tu bije serce Europy! Wybieramy hit na Eurowizję ("Ici bat le cœur de l'Europe ! Nous choisissons le hit pour l'Eurovision") est  la finale nationale organisée par TVP qui a sélectionné la candidature polonaise pour le Concours Eurovision de la chanson 2023. L'émission a eu lieu le 26 février 2023, avec 10 artistes et leurs chansons en compétition,. Le gagnant a été déterminé par une combinaison 50/50 de votes d'un jury professionnel de cinq membres et d'un vote public. En cas d'égalité, l'égalité est départagée en faveur du jury.
Le 15 février 2023, "Solo" a été annoncé comme l'une des dix chansons en compétition au concours,. Avant la finale, la chanson n'était pas considérée comme l'une des grandes favorites pour remporter le concours, étant battue par "Gladiator" de Jann, qui était considéré comme le favori selon un sondage du site de fans de l'Eurovision. En finale, la chanson réussit à marquer 22 points, gagnant 12 points des jurys et se plaçant deuxième dans le vote du public. En conséquence, la chanson a été sélectionnée pour représenté la Pologne au Concours Eurovision de la chanson 2023.

### Au concours Eurovision de la chanson
Selon les règles de l'Eurovision, toutes les nations, à l'exception du pays hôte et des « Big Five » (France, Allemagne, Italie, Espagne et Royaume-Uni), doivent se qualifier à l'une des deux demi-finales pour pouvoir concourir pour la finale de l'Eurovision. L'Union européenne de radio-télévision (UER) a réparti les pays en compétition en six pots différents en fonction des schémas de vote des concours précédents, les pays ayant un historique de vote favorable étant placés dans le même pot. Le 31 janvier 2023, un tirage au sort place chaque pays dans l'une des deux demi-finales. La Pologne est placée dans la deuxième demi-finale, qui a eu lieu le 11 mai 2023. La chanson se qualifie pour la grande finale et est tirée au sort pour jouer quatrième sur les 26 chansons de la soirée. Lors de la finale, la chanson termine à la 19e place, marquant 93 points : 81 points du vote télévisé et 12 points des jurys.

### Controverse
La chanson gagne dans Tu bije serce Europy! Wybieramy hit na Eurowizję et suscité une controverse en Pologne en raison d'allégations de votes truqués et de corruption au sein du jury de la sélection nationale.
Avant le concours, la phrase d'ouverture de la chanson, "Baby / It's kind of crazy", est devenue un mème Internet en raison de la prononciation de cette phrase par Blanka. Ces paroles sont ridiculisée, les médias et les polonais inventent le terme "Bejba, it's kajna krejsa", le terme devenant populaire dans toute la Pologne pour se moquer à la fois de TVP et de Blanka. Blanka répond pendant une soirée officielle avant le concours, en portant une robe verte avec le mot "Bejba" écrit en rose au dos de sa robe. Après s'être qualifiée pour la deuxième demi-finale, en réponse à une question sur la promotion de la chanson et le phénomène répandu en tant que mème, Blanka répond : « Eh bien, je veux remercier tous les haineux parce qu'ils m'ont vraiment motivé... J'espère que je pourrai rendre mon pays vraiment fier en finale. »

## Classement
| Chart (2022–2023)                             | Meilleure position |
| --------------------------------------------- | ------------------ |
| République Tchèque (Rádio – Top 100)          | 12                 |
| Allemagne téléchargements (GfK Entertainment) | 36                 |
| Grèce International (IFPI)                    | 24                 |
| Islande (Plötutíðindi)                        | 11                 |
| Irlande (IRMA)                                | 85                 |
| Lituanie (AGATA)                              | 1                  |
| Pologne (ZPAV)                                | 1                  |
| Pologne (Polish Streaming Top 100)            | 1                  |
| Suède Heatseeker (Sverigetopplistan)          | 3                  |
| Ukraine Airplay (TopHit)                      | 181                |
| Royaume-Uni (UK Singles Chart)                | 56                 |